# 克里斯·休特
克里斯多福·喬瑟夫·休特（英語：Christopher Joseph Short，1937年9月19日—1991年8月1日），為前美國職棒大聯盟的投手。生涯曾效力於費城人和釀酒人兩隊。

## 職業生涯
1959年4月19日，休特登上大聯盟。不過他僅投3.2局便被敲出4支安打、3次保送失5分，馬上接受震撼教育。

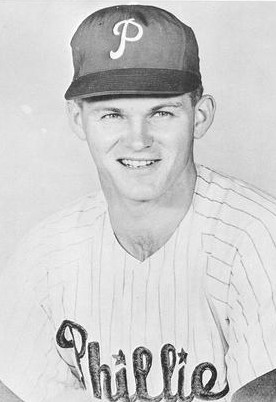
1963年的休特

1964年到1968年間，休特成為了費城人的王牌。他在1964年拿下17勝9敗，防禦率2.20。結果費城人原本還握有聯盟第一領先優勢，然而總教練卻大量使用他們的兩大王牌吉姆·邦寧和休特，雖然休特表現不差，但貧弱的打擊穰他們在球季末吞下10連敗，期間發生17次守備失誤。最後費城人在面對紅雀的系列賽被3連敗橫掃，讓紅雀獲得國聯冠軍。
1965年10月2日，休特投了15局無失分，送出18次三振無關勝敗。1966年，休特拿下20勝10敗，不過他在1969年背部受傷，這也導致他的職業生涯後期受到影響。
1973年，休特與釀酒人簽下小聯盟約。他在9月18日進行大聯盟最後一場比賽，在第9局領先一分時上場，最後他被印地安人的Jim Colborn敲出再見2分砲。
休特生涯僅被驅逐出場一次，留下135勝132敗。他的勝投數132勝和1585次三振目前仍排名費城人隊史第四。

## 晚年
1979年，休特入選德拉瓦運動名人堂。在1985年至1988年間，休特都致力於教導年輕球員打球。他在晚年深受糖尿病所苦，1988年10月，他因為腦動脈瘤破裂昏迷。1991年8月1日，53歲的休特因病去世。幾年後他入選了費城棒球名人堂。
2016年，休特入選費城運動名人堂。

## 生涯投球成績
| 勝投 | 敗投 | 防禦率 | 出賽場次 | 先發 | 完投 | 完封 | 投球局數 | 安打 | 失分 | 自責分 | 全壘打 | 保送 | 三振 | 暴投 | 觸身球 |
| ---- | ---- | ------ | -------- | ---- | ---- | ---- | -------- | ---- | ---- | ------ | ------ | ---- | ---- | ---- | ------ |
| 135  | 132  | 3.43   | 501      | 308  | 88   | 24   | 2325.0   | 2215 | 991  | 886    | 183    | 806  | 1629 | 73   | 61     |

## 外部連結
- 球員資訊和成績在MLB，ESPN，Baseball-Reference，Fangraphs（英文）